# Gmina Šandrovac
Šandrovac – gmina w Chorwacji, w żupanii bielowarsko-bilogorskiej.

## Miejscowości
- Jasenik
- Kašljavac
- Lasovac
- Lasovac Brdo
- Pupelica
- Ravneš
- Šandrovac